# Jean-Jean Camadini
Jean-Jean Camadini (ou simplement Jean Camadini), né le 8 octobre 1941 (ou 1942), est un footballeur français, évoluant au poste de milieu offensif. Il est le père du footballeur Pascal Camadini.

## Biographie
Joueur du SEC Bastia à compter de 1959, Jean-Jean Camadini est l'un des acteurs de l'ascension du club corse jusqu'à la Division 1 en une dizaine d'années, remportant de nombreux titres au passage.
Après sa retraite professionnelle, le milieu offensif intègre le club amateur voisin, le CA Bastia et remporte quelques titres régionaux.

## Palmarès
- Division 2
  - Champion en 1968 avec le SEC Bastia

- Division d'Honneur Corse
  - Champion en 1962 et 1963 avec le SEC Bastia et 1972, 1975 et 1977 avec le CA Bastia

- Coupe de Corse
  - Vainqueur en 1960 et 1962 avec le SEC Bastia et 1973 et 1976 avec le CA Bastia.

### Note
1. ↑  D'autres sources indiquent le 8 octobre 1942.